# Indian Wells Open 2016
L'Indian Wells Open 2016, noto come BNP Paribas Open per motivi di sponsorizzazione, è stato un torneo di tennis giocato su campi in cemento. È stata la 43ª edizione maschile dell'Indian Wells Open, e faceva parte della categoria ATP Tour Masters 1000 nell'ambito dell'ATP World Tour 2016, e la 28ª edizione femminile, parte della categoria Premier Mandatory nell'ambito del WTA Tour 2016. Sia il torneo maschile che quello femminile si sono tenuti all'Indian Wells Tennis Garden di Indian Wells, negli Stati Uniti, dall'8 al 20 marzo 2016.
Il torneo ha visto il rientro di Venus Williams, a un anno di distanza da quello della sorella Serena, dopo quindici anni di assenza.

## Partecipanti ATP

### Teste di serie
| Nazionalità | Giocatore             | Ranking* | Testa di serie |
| ----------- | --------------------- | -------- | -------------- |
| Serbia      | Novak Đoković         | 1        | 1              |
| Regno Unito | Andy Murray           | 2        | 2              |
| Svizzera    | Stan Wawrinka         | 4        | 3              |
| Spagna      | Rafael Nadal          | 5        | 4              |
| Giappone    | Kei Nishikori         | 6        | 5              |
| Rep. Ceca   | Tomáš Berdych         | 7        | 6              |
| Francia     | Jo-Wilfried Tsonga    | 9        | 7              |
| Francia     | Richard Gasquet       | 10       | 8              |
| Stati Uniti | John Isner            | 11       | 9              |
| Croazia     | Marin Čilić           | 12       | 10             |
| Austria     | Dominic Thiem         | 13       | 11             |
| Canada      | Milos Raonic          | 14       | 12             |
| Francia     | Gaël Monfils          | 16       | 13             |
| Spagna      | Roberto Bautista Agut | 17       | 14             |
| Belgio      | David Goffin          | 18       | 15             |
| Francia     | Gilles Simon          | 19       | 16             |
| Australia   | Bernard Tomić         | 20       | 17             |
| Spagna      | Feliciano López       | 21       | 18             |
| Francia     | Benoît Paire          | 22       | 19             |
| Serbia      | Viktor Troicki        | 23       | 20             |
| Stati Uniti | Jack Sock             | 24       | 21             |
| Uruguay     | Pablo Cuevas          | 25       | 22             |
| Bulgaria    | Grigor Dimitrov       | 26       | 23             |
| Australia   | Nick Kyrgios          | 27       | 24             |
| Croazia     | Martin Kližan         | 28       | 25             |
| Ucraina     | Aleksandr Dolhopolov  | 29       | 26             |
| Germania    | Philipp Kohlschreiber | 30       | 27             |
| Francia     | Jérémy Chardy         | 32       | 28             |
| Brasile     | Thomaz Bellucci       | 33       | 29             |
| Stati Uniti | Steve Johnson         | 35       | 30             |
| Stati Uniti | Sam Querrey           | 36       | 31             |
| Portogallo  | João Sousa            | 37       | 32             |

* Ranking al 29 febbraio 2016.

### Altri partecipanti
I seguenti giocatori hanno ricevuto una wild card per il tabellone principale:
- Juan Martín del Potro
- Jared Donaldson
- Taylor Fritz
- Mackenzie McDonald
- Frances Tiafoe

I seguenti giocatori sono entrati nel tabellone principale passando dalle qualificazioni:

- Michael Berrer
- Bjorn Fratangelo
- Ryan Harrison
- Pierre-Hugues Herbert
- Jozef Kovalík
- Vincent Millot
- Renzo Olivo
- Peter Polansky
- Noah Rubin
- Alexander Sarkissian
- Tim Smyczek
- Marco Trungelliti

## Partecipanti WTA

### Teste di serie
| Nazionalità | Giocatrici                | Ranking | Testa di serie* |
| ----------- | ------------------------- | ------- | --------------- |
| Stati Uniti | Serena Williams           | 1       | 1               |
| Germania    | Angelique Kerber          | 2       | 2               |
| Polonia     | Agnieszka Radwańska       | 3       | 3               |
| Spagna      | Garbiñe Muguruza          | 4       | 4               |
| Romania     | Simona Halep              | 5       | 5               |
| Spagna      | Carla Suárez Navarro      | 6       | 6               |
| Svizzera    | Belinda Bencic            | 8       | 7               |
| Rep. Ceca   | Petra Kvitová             | 9       | 8               |
| Italia      | Roberta Vinci             | 10      | 9               |
| Stati Uniti | Venus Williams            | 12      | 10              |
| Rep. Ceca   | Lucie Šafářová            | 13      | 11              |
| Svizzera    | Timea Bacsinszky          | 14      | 12              |
| Bielorussia | Viktoryja Azaranka        | 15      | 13              |
| Serbia      | Ana Ivanović              | 16      | 14              |
| Italia      | Sara Errani               | 17      | 15              |
| Russia      | Svetlana Kuznecova        | 18      | 16              |
| Ucraina     | Elina Svitolina           | 19      | 17              |
| Rep. Ceca   | Karolína Plíšková         | 20      | 18              |
| Serbia      | Jelena Janković           | 21      | 19              |
| Danimarca   | Caroline Wozniacki        | 22      | 20              |
| Stati Uniti | Sloane Stephens           | 23      | 21              |
| Germania    | Andrea Petković           | 24      | 22              |
| Stati Uniti | Madison Keys              | 25      | 23              |
| Russia      | Anastasija Pavljučenkova  | 26      | 24              |
| Regno Unito | Johanna Konta             | 27      | 25              |
| Australia   | Samantha Stosur           | 28      | 26              |
| Francia     | Kristina Mladenovic       | 29      | 27              |
| Slovacchia  | Anna Karolína Schmiedlová | 30      | 28              |
| Germania    | Sabine Lisicki            | 31      | 29              |
| Russia      | Ekaterina Makarova        | 32      | 30              |
| Australia   | Dar'ja Gavrilova          | 33      | 31              |
| Romania     | Monica Niculescu          | 34      | 32              |

* Ranking al 29 febbraio 2016.

### Altre partecipanti
Le seguenti giocatrici hanno ricevuto una wild-card per il tabellone principale:
- Samantha Crawford
- Lauren Davis
- Daniela Hantuchová
- Jamie Loeb
- Alison Riske
- Shelby Rogers
- Heather Watson
- Zhang Shuai

Le seguenti giocatrici sono entrate nel tabellone principale passando dalle qualificazioni:

- Kiki Bertens
- Kateryna Bondarenko
- Nicole Gibbs
- Kurumi Nara
- Risa Ozaki
- Pauline Parmentier
- Kristýna Plíšková
- Aljaksandra Sasnovič
- Laura Siegemund
- Kateřina Siniaková
- Taylor Townsend
- Donna Vekić

La seguente giocatrice è entrata in tabellone come lucky loser:
- Anna-Lena Friedsam

## Campioni

### Singolare maschile
Novak Đoković ha sconfitto in finale  Milos Raonic con il punteggio di 6-2, 6-0.
- È il sessantaduesimo titolo in carriera per Djokovic, terzo della stagione, ventisettesimo master 1000 e quinto titolo a Indian Wells.

### Singolare femminile
Viktoryja Azaranka ha sconfitto in finale  Serena Williams con il punteggio di 6-4, 6-4.
- È il diciannovesimo titolo in carriera per la Azaranka, secondo della stagione e secondo a Indian Wells.

### Doppio maschile
Pierre-Hugues Herbert /  Nicolas Mahut hanno sconfitto in finale  Vasek Pospisil /  Jack Sock con il punteggio di 6-3, 7–6(5).

### Doppio femminile
Bethanie Mattek-Sands /  Coco Vandeweghe hanno sconfitto in finale  Julia Görges /  Karolína Plíšková con il punteggio di 4-6, 6-4, [10-6].